# Le Shérif de Kona
Le Shérif de Kona (titre original : The Sheriff of Kona) est une nouvelle américaine de Jack London publiée aux États-Unis en 1908.

## Historique
De mai à octobre 1907, Jack London, en croisière sur le Snark, fait escale à Hawaï. En juillet, il visite la léproserie de Molokai. Trois nouvelles, Le Shérif de Kona, Koolau le lépreux et Adieu, Jack ! témoignent du choc ressenti lors de cette visite.

La nouvelle est publiée initialement dans The American Magazine, en août 1908, avant d'être reprise dans le recueil The House of pride and other tales of Hawaii en mars 1912.

## Résumé
À Hawaï, dans le district de Kona, à l'abri du Mauna Kea et du Mauna Loa, « chaque jour y est comme tous les autres, et chaque jour y est paradisiaque. Rien n'arrive jamais.Il ne fait pas trop chaud. Il ne fait pas trop froid. »

Pourquoi le shérif Lyte Gregory a-t-il quitté ce paradis ? Il était lépreux...

## Éditions

### Éditions en anglais
- The Sheriff of Kona, dans The American Magazine, périodique, août 1908.
- The Sheriff of Kona, dans le recueil The House of pride and other tales of Hawaii, un volume chez  The Macmillan Co, New York, mars 1912.

### Traductions en français
- Le Shérif de Kona, traduit par Louis Postif, in Chun-Ah-Chun, recueil, Hachette, 1940.
- Le Shérif de Kona, traduit par Louis Postif, revu et complété par Frédéric Klein, in Histoires des îles, recueil, Phébus, 2007.
- Le Shérif de Kona, traduit par Clara Mallier, Gallimard, 2016[2].

## Sources
- « Bibliographie de Jack London », sur jack-london.fr (consulté le 27 février 2024)